# Castel Condino
Castel Condino is een gemeente in de Italiaanse provincie Trente (regio Trentino-Zuid-Tirol) en telt 235 inwoners (31-12-2004). De oppervlakte bedraagt 11,1 km², de bevolkingsdichtheid is 21 inwoners per km².

## Demografie
Castel Condino telt ongeveer 113 huishoudens. Het aantal inwoners daalde in de periode 1991-2001 met 11,1% volgens cijfers uit de tienjaarlijkse volkstellingen van ISTAT.
| Jaar | Inwoneraantal |
| ---- | ------------- |
| 1991 | 262           |
| 2001 | 233           |

## Geografie
Castel Condino grenst aan de volgende gemeenten: Daone, Bersone, Pieve di Bono, Condino, Prezzo, Cimego.